# Resultados do Carnaval de Bragança Paulista em 2019
Estes são os Resultados do Carnaval de Bragança Paulista em 2019.
| Grupo Especial | Grupo Especial     | Grupo Especial | Grupo Especial |
| Colocação      | Escola             | Pontos         | Ref.           |
| -------------- | ------------------ | -------------- | -------------- |
| 1º             | Nove de Julho      | 298,75         | [ 1 ]          |
| 2º             | Dragão Imperial    | 297,50         | [ 1 ]          |
| 3º             | Acadêmicos da Vila | 297,25         | [ 1 ]          |
| 4º             | Lavapés            |                | [ 1 ]          |
| 5º             | Império Jovem      | ▼              | [ 1 ]          |

| Grupo de acesso | Grupo de acesso   | Grupo de acesso | Grupo de acesso |
| Colocação       | Escola            | Pontos          | Ref.            |
| --------------- | ----------------- | --------------- | --------------- |
| 1º              | Júlio de Mesquita | ▲               | [ 1 ]           |